# HD 42540
HD 42540 är en misstänkt variabel stjärna i den södra delen av stjärnbilden Målaren. Den har en genomsnittlig skenbar magnitud av ca 5,04 och är svagt synlig för blotta ögat där ljusföroreningar ej förekommer. Baserat på parallaxmätning inom Hipparcosuppdraget på ca 9,0 mas, beräknas den befinna sig på ett avstånd av ca 362 ljusår (ca 111 parsek) från solen. Den rör sig bort från solen med en heliocentrisk radialhastighet av ca 22 km/s.

## Egenskaper
HD 42540 är en orange till gul jättestjärna av spektralklass K2 III. Den har en radie som är ca 17 solradier och har ca 189 gånger solens utstrålning av energi från dess fotosfär vid en effektiv temperatur av ca 4 500 K.